# چه کسی سارا را کشت؟
چه کسی سارا را کشت؟ (به اسپانیایی: ¿Quién mató a Sara?) یک مجموعهٔ تلویزیونی معمایی دلهره‌آور مکزیکی است که در سال ۲۰۲۱ منتشر شد.
این سریال دربارهٔ «آلکس گوسمان» است که پس از گذراندن ۱۸ سال پشت میله‌های زندان به‌دلیل جنایتی که مرتکب نشده بود، در تلاش است تا بفهمد چه کسی خواهرش سارا را به قتل رسانده و از «خانواده لاسکانو» که به او ظلم کرده‌اند انتقام بگیرد.

## گزیدهٔ بازیگران
- مانولو کاردونا
- کلاودیا رامیرس
- لیتسی دومینگس
- ژان رنو
- اینیاکی گودوی
- خینس گارسیا میان